# 阿科里乡
阿科里乡，是中华人民共和国四川省阿坝藏族羌族自治州金川县下辖的一个乡镇级行政单位。

## 行政区划
阿科里乡下辖以下地区：
卡苏村、铁基村和阿科里村。